# Spider-Man 3
Pour les articles homonymes, voir Spider-Man 3 (homonymie).
Série Spider-Man (2002)
Spider-Man 2
(2004)
Pour plus de détails, voir Fiche technique et Distribution.
Spider-Man 3 est un film de super-héros américain réalisé par Sam Raimi, sorti en 2007.
C'est le troisième opus de la franchise des aventures de Spider-Man. Il conclut la trilogie entamée en 2002 avec Spider-Man et poursuivie en 2004 avec Spider-Man 2.
Spider-Man 3 était de 2007 jusqu’à 2010 le film le plus cher de l'histoire du cinéma avec 258 millions de dollars de budget.

## Synopsis
Cinq ans ont passé depuis la mort de Norman Osborn et trois années depuis celle du Docteur Octopus. Peter Parker a retrouvé un équilibre de vie et veut se marier avec Mary Jane. Pendant une nuit au parc, alors que les jeunes amoureux sont ensemble, une petite météorite tombe tout près du lieu où ils se trouvent et laisse s'échapper une matière visqueuse : un symbiote qui s'attache discrètement à la mobylette de Peter.
Pendant ce temps, Flint Marko s'échappe de la prison, où il était détenu pour vol à main armée, afin de revoir sa fille qui lui manque terriblement, mais dont il n'a plus le droit de s'approcher à cause de l'injonction d'éloignement obtenue contre lui par son ex-femme. Pendant sa fuite, il tombe dans un accélérateur de particules qui fond son corps avec le sable et il devient l'Homme-sable. Quant au meilleur ami de Peter, Harry Osborn, il a récupéré l'armement du Bouffon vert pour venger la mort de son défunt père. Croyant que Spider-Man est responsable de son décès, il l'attaque. La confrontation laisse Harry avec un choc à la tête qui le rend amnésique à court terme et lui fait oublier ses envies de vengeance.
Quelques jours plus tard, un festival est organisé en l'honneur de Spider-Man pour avoir secouru la fille du capitaine George Stacy : Gwen Stacy. Cette dernière l'embrasse devant les caméras, ce qui crée une tension entre Peter et Mary Jane. De son côté, l’Homme-sable tente de détourner un véhicule municipal qui contient l'argent nécessaire pour soigner sa fille, sauf que Spider-Man s'interpose.
Un soir, le jeune homme dîne avec sa compagne et alors qu'il allait la demander en mariage, celle-ci lui reproche d'avoir embrassé Gwen pendant le festival et préfère partir. Le capitaine Stacy informe Peter et tante May que le tueur de l'oncle Ben est en vérité Flint Marko. L'autre voleur qui avait été pourchassé n'était qu'un simple complice. Fou de rage, Peter rentre chez lui et se jure de retrouver l'Homme-Sable. C'est alors qu'il commence à négliger Mary Jane, dont la carrière à Broadway s'effondre et dont il ignore tant l'aide que son besoin de soutien.

Photo promotionnelle de Spider-Man 3 en 2007

Avec une radio de police, Peter cherche à retrouver le criminel, déterminé à venger la mort de son oncle. Pendant qu'il est endormi, le parasite profite de sa vulnérabilité pour se coller sur son costume. Quand il se réveille, il découvre que ce n’est pas seulement son costume qui a changé, mais également ses pouvoirs qui ont décuplé. Curieux à propos de cette substance, il apprend par l'intermédiaire du Dr Curt Connors que cette substance présente les caractéristiques d'un symbiote, dont il semble être devenu l'hôte.
Bien que mis en garde, il décide de renfiler son nouveau costume pour combattre l'Homme-Sable qui vient de commettre un nouveau casse. Après l'avoir retrouvé dans le métro, il le combat et le vainc sans difficulté, non sans avoir fait preuve d'une grande rage et pense l'avoir tué en le noyant. Il découvre ainsi à quel point le costume le rend plus puissant. Cependant, il ne s'aperçoit pas que ce costume noir le change considérablement psychologiquement, le rend certes plus séduisant et plus résolu, mais aussi plus violent, plus présomptueux et plus égoïste : il fait remonter à la surface son côté sombre.
Après lui avoir révélé que Spider-Man aurait tué l'Homme-Sable, Peter découvre que Tante May n'approuve pas cet apparent meurtre du criminel. Pourtant, il semble avoir du mal à contrôler son rapport avec le symbiote.
Le changement de personnalité de Peter l'éloigne de plus en plus de Mary Jane qui ne réussit pas à relancer sa carrière d'actrice. Elle se console auprès d'Harry, lequel est guéri de son amnésie après avoir eu une vision de son père. Après avoir retrouvé sa mémoire, il redevient agressif et pousse Mary Jane à se séparer de Peter. Harry le rencontre ensuite au restaurant et affirme être le prétendant favori. Dans la soirée, Peter, emporté par la rancœur et sa propre perfidie, le retrouve chez lui et, avec l'aide de son costume noir, l'affronte avec une grande violence dans un combat singulier qui laisse le visage de Harry défiguré. Influencé par le costume, il humilie aussi Eddie Brock, un photographe qui a vendu au Daily Bugle de fausses images qui montrent Spider-Man fuir comme un voleur afin d'avoir le poste de pigiste. En découvrant la supercherie, J. Jonah Jameson licencie froidement Eddie et ce dernier se jure alors de se venger de Peter.
Pour rendre Mary Jane jalouse, il emmène Gwen au Jazz, le Night Club où elle travaille comme chanteuse et serveuse. Après lui avoir volée la vedette, il se met à danser avec sa nouvelle partenaire devant son ex-compagne totalement déconfite. Écœurée par les réelles motivations du jeune homme, Gwen s'éclipse non sans s'excuser auprès de MJ. Peter se bat ensuite avec les videurs de la boîte et gifle, sans le vouloir, MJ qui voulait le calmer, ce qui la projette au sol. Il est pris de court par son comportement, le regard de MJ et prend conscience que le costume l’a changé en ce qu'il a juré de ne pas être.
Pris de remords, il sort en courant de la boîte de nuit et part au clocher de l'Église Grace (Manhattan) pour méditer sur ses mauvaises actions. Désemparé par la haine dont il a lui-même fait preuve, il décide de se débarrasser du symbiote qui a causé bien trop de souffrances autour de lui. Au début, il ne peut retirer le costume, mais sans le vouloir, il se cogne à la grande cloche et la fait sonner. Ses vibrations affaiblissent le parasite et lui permettent de s'en débarrasser définitivement. Mais Eddie Brock, qui se trouvait également sur place et prie pour la mort de Peter, se fait agresser par le symbiote qui s'accroche à lui. Ce dernier a acquis les pouvoirs de Spider-Man durant le temps qu'il a passé avec lui et les transmet au jeune homme qui créé une version effrayante et déformée de Spider-Man : Venom.
Après avoir compris que Peter et Spider-Man sont la même personne, l'ancien photographe l’Homme-sable et lui propose de s'associer. Ils utilisent Mary-Jane comme appât pour forcer Spider-Man à venir les affronter. Peter va demander du soutien à Harry, mais celui-ci, après lui avoir montré son visage défiguré, le rejette et considère qu'il ne mérite pas son aide. Cependant, il apprend la vérité au sujet de la mort de son père grâce aux révélations de son majordome Bernard (il a été tué par son propre planeur et non par Spider-Man).
Peter se décide alors à combattre seul ses deux nouveaux ennemis pour sauver Mary-Jane. Mais il se retrouve très vite impuissant face à Venom et l'Homme-Sable qui sont sur le point de le tuer. Alors qu'ils allaient l'achever, Harry arrive à temps pour sauver Peter et fait équipe avec lui pour combattre leurs adversaires. L'Homme-Sable finit par être hors de combat. Mais face à Venom, les deux amis sont encore impuissants. Peter redécouvre alors la faiblesse du symbiote : les bruits métalliques. Mais après avoir assommé Harry et immobilisé Peter, Eddie tente d'en finir en empalant Spider-Man, mais Harry s'interpose et reçoit le coup fatal à sa place. Contre l'avis d'Eddie qui voulait délibérément rester sous l'influence de la créature, il les sépare en faisant résonner plusieurs tuyaux métalliques de façons simultanées. Peter jette alors une bombe-citrouille sur le symbiote et le pulvérise sur le coup avec Eddie qui avait tenté de le secourir.
Après le combat, Flint Marko révèle à Peter qu'il n'avait jamais eu l'intention de tuer Ben Parker : il l'avait fait sortir de sa voiture pour la lui voler après le braquage, mais alors que Ben tentait de le convaincre de rentrer chez lui, son complice, que Peter avait laissé fuir, est arrivé et lui a accidentellement fait presser la détente, ce qui tue Ben et laisse Flint rongé par le remords. Peter lui pardonne et celui-ci se désagrège et s'envole au loin pour rejoindre sa fille. Peter et Harry se pardonnent mutuellement, avant qu'Harry ne succombe de la même manière que son père. Après l'enterrement de Harry, Peter et Mary Jane se retrouvent au café, où elle est devenue chanteuse, renouent des liens et reconstruisent leur histoire.

## Fiche technique
Sauf indication contraire, les informations mentionnées dans cette section peuvent être confirmées par les bases de données cinématographiques IMDb et Allociné,  présentes dans la section « Liens externes ».

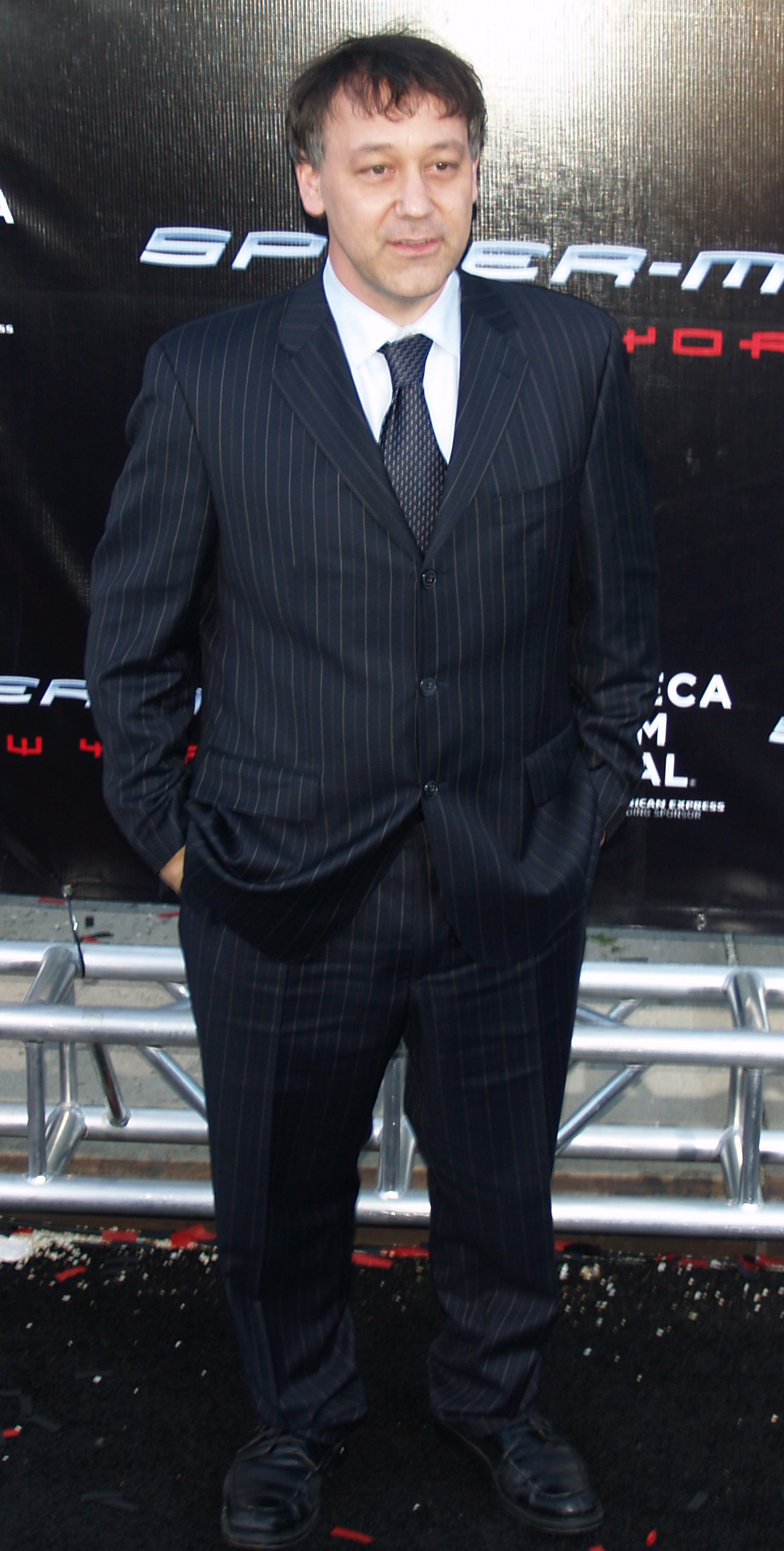
Le réalisateur Sam Raimi, à la première new-yorkaise du film, en avril 2007.

- Titre original, français et québécois : Spider-Man 3
- Réalisation : Sam Raimi
- Scénario : Alvin Sargent, Sam Raimi et Ivan Raimi, sur une idée de Sam Raimi et Ivan Raimi, d'après Spider-Man créé par Stan Lee et Steve Ditko
- Musique : Christopher Young et Danny Elfman
- Direction artistique : Christopher Burian-Mohr, David F. Klassen, Dawn Swiderski et Suzan Wexler
- Décors : J. Michael Riva et Neil Spisak (de)
- Costumes : James Acheson et Katina Le Kerr
- Photographie : Bill Pope
- Cadreur : Daniel Moder
- Son : Paul N. J. Ottosson, Kevin O'Connell, Greg P. Russell, Gary Tole, Joseph Geisinger
- Montage : Bob Murawski
- Production : Avi Arad, Laura Ziskin et Grant Curtis
  - Production déléguée : Stan Lee, Kevin Feige et Joseph M. Caracciolo (it)
- Sociétés de production[2] : Marvel Studios et Laura Ziskin Productions, présenté par Columbia Pictures
- Sociétés de distribution : Columbia Pictures (États-Unis) ; Sony Pictures Releasing France (France) ; Sony Pictures Releasing (Belgique et Québec) ; Buena Vista International (Suisse romande)
- Budget : 258 millions de $[3]
- Pays de production :  États-Unis
- Langues originales : anglais, français
- Format[4] : couleur — 35 mm — 2,35:1 — son Dolby Digital | Sonics-DDP (IMAX version) | SDDS | DTS | Dolby Atmos
- Genre : fantastique, action, aventures, super-héros
- Durée : 139 minutes
- Dates de sortie[5] :
  - Japon : 16 avril 2007 (première mondiale à Tokyo)[6]
  - France, Suisse romande : 1er mai 2007[7]
  - Belgique : 2 mai 2007[8]
  - États-Unis, Québec : 4 mai 2007[9]
- Classification[10] :
  - États-Unis : accord parental recommandé, film déconseillé aux moins de 13 ans (PG-13 - Parents Strongly Cautioned)[Note 1]
  - France : tous publics avec avertissement[11]
  - Belgique : tous publics (Alle Leeftijden)[8]
  - Suisse romande : interdit aux moins de 12 ans[12]
  - Québec : tous publics - déconseillé aux jeunes enfants (G - General Rating)[9]

## Distribution
- Tobey Maguire (VF : Damien Witecka ; VQ : Hugolin Chevrette-Landesque) : Peter Parker / Spider-Man
- Kirsten Dunst (VF : Marie-Eugénie Maréchal ; VQ : Aline Pinsonneault) : Mary Jane Watson
- James Franco (VF : Philippe Valmont ; VQ : Antoine Durand) : Harry Osborn / le nouveau Bouffon vert
- Thomas Haden Church (VF : Hervé Furic ; VQ : Benoit Rousseau) : Flint Marko / l'Homme-sable
- Topher Grace (VF : Cédric Dumond ; VQ : Patrice Dubois) : Eddie Brock / Venom
- Bryce Dallas Howard (VF : Agathe Schumacher ; VQ : Karine Vanasse) : Gwen Stacy
- Rosemary Harris (VF : Monique Martial ; VQ : Françoise Faucher) : May Parker
- J. K. Simmons (VF : Jean Barney ; VQ : Pierre Chagnon) : J. Jonah Jameson
- Dylan Baker (VF : Lionel Tua ; VQ : Pierre Auger) : Dr Curt Connors
- Bill Nunn (VF : Luc Florian ; VQ : Marc Bellier) : Joseph « Robbie » Robertson
- Elizabeth Banks (VF : Odile Cohen ; VQ : Natalie Hamel-Roy) : Betty Brant
- James Cromwell (VF : Michel Ruhl ; VQ : Jacques Lavallée) : George Stacy
- Theresa Russell (VF : Martine Irzenski ; VQ : Hélène Mondoux) : Mme Marko
- Cliff Robertson (VF : Marc Cassot ; VQ : Denis Mercier) : Ben Parker
- Bruce Campbell (VF : Jean-Claude Donda ; VQ : Alain Zouvi) : le maître d'hôtel du restaurant français[13]
- Willem Dafoe (VF : Éric Herson-Macarel ; VQ : Guy Nadon) : Norman Osborn
- Perla Haney-Jardine (VF : Mélanie Maupin) : Penny Marko
- Lucy Gordon (VF : Marine Tuja) : Jennifer Dugan
- Elya Baskin (VF : Alexandre Arbatt ; VQ : Jean-Luc Montminy) : M. Ditkovitch
- Mageina Tovah (VF : Dinara Drukarova ; VQ Stéfanie Dolan) : Ursula Ditkovitch
- Ted Raimi (VF : Alexandre Gillet ; VQ : Louis-Philippe Dandenault) : Hoffman
- John Lane Paxton (VF : Jean Pomier ; VQ : Jacques Brouillet) : Bernard
- Michael Papajohn (VF : Emmanuel Karsen ; VQ : Thiéry Dubé) : Dennis Carradine
- Hal Fishman (en) (VF : Alain Choquet ; VQ : Jean-Marie Moncelet) : le présentateur
- Emma Raimi (VF : Lisa Caruso) : la petite fille avec l'appareil photo
- Joe Manganiello : Flash Thompson (caméo)
- Stan Lee (VF : Robert Planchet) : le vieil homme à Times Square (caméo)

## Production

### Genèse et développement
En janvier 2005, Sony Pictures Entertainment signe un contrat pour plusieurs films avec le scénariste Alvin Sargent, qui a travaillé sur Spider-Man 2, pour écrire Spider-Man 3 et un éventuel quatrième film. Immediament après la sortie de Spider-Man 2, Ivan Raimi écrit un premier traitement du scénario avec Sam Raimi dans lequel ils décident d'explorer une nouvelle facette de Peter ainsi que l'humanité qu'il peut parfois y avoir dans certains criminels.
Le choix du méchant s'est fait selon les préférences de Tobey Maguire, ce dernier ayant un jour affirmé que l'Homme-sable était son méchant préféré. Par ailleurs, Sam Raimi le trouve visuellement fascinant. Alors que ce n'est qu'un petit criminel dans les comics, il est ici décidé d'en faire le véritable meurtrier de Benjamin Parker. La présence du Vautour avait un temps été également envisagée et Ben Kingsley était annoncé pour l'incarner. Par ailleurs, Sam Raimi ne voulait pas inclure le personnage de Venom dans cet épisode. Son idée originale étant de confronter dans ce film Spider-Man à des criminels « humains », le forçant à remettre en question son existence en tant que super-héros. Mais la pression des fans additionnée à celle du producteur Avi Arad l'a contraint à céder. Il apprécie malgré tout la façon dont Alvin Sargent l'utilise dans le script.
Il a un temps été envisagé que le film soit séparé en deux parties

### Attribution des rôles
Elisha Cuthbert et Scarlett Johansson étaient sollicitées pour incarner Gwen Stacy. Le choix se porte finalement sur Bryce Dallas Howard, la fille du réalisateur Ron Howard.
Thomas Haden Church est engagé pour le rôle de l'Homme-sable grâce à sa prestation dans Sideways (2004). L'acteur accepte le rôle avant d'avoir pu lire le script.
Joe Manganiello, l'interprète de Flash Thompson dans le premier opus, réapparaît en caméo à la fin du film, dans la scène de l'enterrement de Harry. Cela peut laisser penser que l'ancien ennemi du lycée de Peter s'est repenti et est devenu un personnage positif.

### Tournage
Le tournage débute le 16 janvier 2006 et s'étale sur 100 jours, jusqu'en juillet 2006. Il se déroule à Los Angeles. La scène du combat entre l'Homme-sable et Spider-Man dans le fourgon est tournée à Cleveland,. L'équipe se rend ensuite à Manhattan, entre mai et juillet 2006, notamment au One Chase Manhattan Plaza.
Plus tard, en août, de nouvelles scènes d'action supplémentaires sont tournées, après les premiers montages du film.
Le film a nécessité beaucoup plus d'effets spéciaux que dans les deux précédents volets. Dans les commentaires figurant sur le DVD, il est dit que la conception de la scène de la naissance de l'Homme-sable a coûté à elle seule le budget du premier film Spider-Man, à savoir plus de 100 millions de dollars.

## Musique
Bandes originales de Spider-Man
Spider-Man 2 (score)
(2004) The Amazing Spider-Man
(2012)
La musique du film est composée par Christopher Young, en remplacement du compositeur des deux précédents volets, Danny Elfman, qui n'avait pas apprécié la collaboration avec le réalisateur Sam Raimi pour Spider-Man 2. En décembre 2006, le producteur Grant Curtis annonce cependant que Danny Elfman a collaboré avec Christopher Young pour la musique,. Par ailleurs, Christopher Young apparaît également dans le film : il discute avec le pianiste lorsque Mary-Jane arrive dans l'auditorium et se rend compte qu'elle a été remplacée par une autre chanteuse.
Contrairement aux deux précédents films, les compositions originales ne sont pas publiées en album. Seul l'album Music from and Inspired by Spider-Man 3 est commercialisé.
| 1.  | Signal Fire                                            | Snow Patrol                | 4:26 |
| 2.  | Move Away                                              | The Killers                | 3:52 |
| 3.  | Sealings                                               | Yeah Yeah Yeahs            | 4:32 |
| 4.  | Pleased to Meet You                                    | Wolfmother                 | 4:44 |
| 5.  | Red River                                              | The Walkmen                | 2:53 |
| 6.  | Stay Free                                              | Black Mountain             | 4:28 |
| 7.  | The Supreme Being Teaches Spider-Man How to Be in Love | The Flaming Lips           | 3:25 |
| 8.  | Scared of Myself                                       | Simon Dawes                | 4:54 |
| 9.  | The Twist                                              | Chubby Checker             | 2:35 |
| 10. | Sight Lines                                            | Rogue Wave                 | 3:39 |
| 11. | Summer Day                                             | Coconut Records            | 2:05 |
| 12. | Falling Star                                           | Jet                        | 3:35 |
| 13. | Portrait of a Summer Thief                             | Sounds Under Radio         | 4:15 |
| 14. | A Letter from St. Jude                                 | The Wasted Youth Orchestra | 4:12 |
| 15. | Small Parts                                            | The Oohlas                 | 3:39 |
| 16. | Cut Off The Top (Timo Maas Dirty Rocker Remix)         | Beatsteaks                 | 3:03 |

## Accueil

### Accueil critique
Le film a eu un accueil plus mitigé que les précédents volets : il a été reçu positivement pour la musique, les scènes d'actions et les effets spéciaux mais l'histoire et les méchants ont été critiqués.

### Box-office

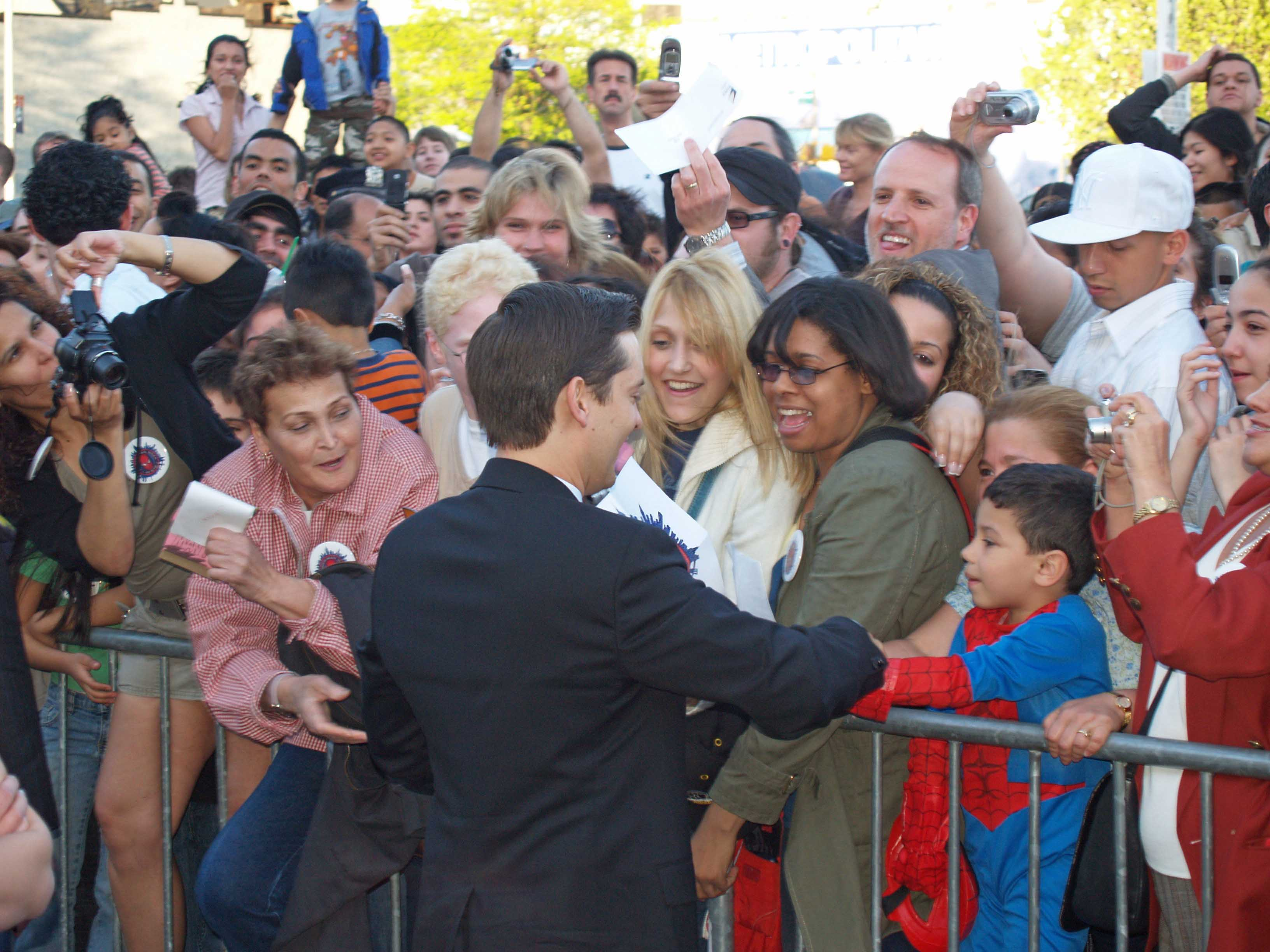
Tobey Maguire salue les fans au Queens, New York, lors de la première du film, en avril 2007.

En France, il est le 2e meilleur film au box-office annuel de 2007, juste derrière Ratatouille. Aux États-Unis et au Canada, il est le meilleur film au box-office 2007.
| Pays ou région    | Box-office        | Date d'arrêt du box-office | Nombre de semaines |
| ----------------- | ----------------- | -------------------------- | ------------------ |
| États-Unis Canada | 336 530 303 $     | 23 août 2007               | 16                 |
| France            | 6 336 433 entrées | 20 juin 2007               | 9                  |
| Total mondial     | 894 983 373 $     | -                          | -                  |

## Distinctions
Entre 2007 et 2008, le film Spider-Man 3 a été sélectionné 48 fois dans diverses catégories et a remporté 4 récompenses,.

### Année 2007
| Cérémonie ou récompense                                                  | Catégorie / Récompense                                    | Nommé(es) / Lauréat(es)                                                | Résultat   |
| ------------------------------------------------------------------------ | --------------------------------------------------------- | ---------------------------------------------------------------------- | ---------- |
| Alliance des femmes journalistes de cinéma                               | Une suite qui n'aurait pas dû être créée                  | Spider-Man 3                                                           | Nomination |
| Association internationale des critiques de musique de film              | Meilleure musique originale d’un film d'action / aventure | Christopher Young                                                      | Nomination |
| NRJ Ciné Awards                                                          | NRJ Ciné Award de la meilleure baston                     | Spider-Man 3                                                           | Lauréat    |
| Prix du jeune public                                                     | Meilleur film d'action / aventure                         | Spider-Man 3                                                           | Nomination |
| Prix du jeune public                                                     | Meilleur acteur dans un film d’action / aventure          | Tobey Maguire                                                          | Nomination |
| Prix du jeune public                                                     | Meilleure actrice dans un film d’action / aventure        | Kirsten Dunst                                                          | Nomination |
| Prix du jeune public                                                     | Meilleur baiser                                           | Kirsten Dunst et Tobey Maguire                                         | Nomination |
| Prix du jeune public                                                     | Meilleure scène de danse                                  | Tobey Maguire                                                          | Nomination |
| Prix du jeune public                                                     | Meilleur combat                                           | Tobey Maguire contre James Franco, Topher Grace et Thomas Haden Church | Nomination |
| Prix du jeune public                                                     | Meilleur méchant                                          | Topher Grace                                                           | Nomination |
| Prix nationaux du cinéma                                                 | Meilleur film de famille                                  | Spider-Man 3                                                           | Nomination |
| Prix nationaux du cinéma                                                 | Meilleur acteur                                           | Tobey Maguire                                                          | Nomination |
| Prix nationaux du cinéma                                                 | Meilleure actrice                                         | Kirsten Dunst                                                          | Nomination |
| Prix Rondo Hatton horreur classique (Rondo Hatton Classic Horror Awards) | Meilleur film                                             | Sam Raimi                                                              | Nomination |
| Prix Schmoes d'or                                                        | Schmoes d'or du film le plus surestimé de l'année         | Spider-Man 3                                                           | Lauréat    |
| Prix Schmoes d'or                                                        | Schmoes d'or de la plus grande déception de l'année       | Spider-Man 3                                                           | Lauréat    |
| Prix Schmoes d'or                                                        | Pire film de l'année                                      | Spider-Man 3                                                           | Nomination |
| Prix Schmoes d'or                                                        | Meilleurs effets spéciaux de l'année                      | Spider-Man 3                                                           | Nomination |
| Prix Scream                                                              | Prix Scream du meilleur super-héros                       | Tobey Maguire                                                          | Lauréat    |
| Prix Scream                                                              | The Ultimate Scream                                       | Spider-Man 3                                                           | Nomination |
| Prix Scream                                                              | Meilleur film fantastique                                 | Spider-Man 3                                                           | Nomination |
| Prix Scream                                                              | Meilleure suite                                           | Spider-Man 3                                                           | Nomination |
| Prix Scream                                                              | Meilleure adaptation de comics au cinéma                  | Spider-Man 3                                                           | Nomination |
| Prix Scream                                                              | Meilleurs effets spéciaux                                 | Spider-Man 3                                                           | Nomination |
| Prix Scream                                                              | Meilleur super-héros                                      | Tobey Maguire                                                          | Nomination |
| Prix Scream                                                              | Le plus vil méchant                                       | Topher Grace                                                           | Nomination |
| Prix Scream                                                              | Le plus vil méchant                                       | Thomas Haden Church                                                    | Nomination |
| Prix Scream                                                              | Scène de l'année qui vous fait sautez de votre siège      | Spider-Man contre Le nouveau gobelin                                   | Nomination |
| Prix Scream                                                              | Renard fantastique                                        | Kirsten Dunst                                                          | Nomination |
| Prix Scream                                                              | Meilleur réalisateur                                      | Sam Raimi                                                              | Nomination |

### Année 2008
| Cérémonie ou récompense                                                          | Catégorie / Récompense                                             | Nommé(es) / Lauréat(es) | Résultat   |
| -------------------------------------------------------------------------------- | ------------------------------------------------------------------ | --- | ---------- |
| Académie des films de science-fiction, fantastique et d'horreur - Prix Saturn    | Meilleur film fantastique                                          | Spider-Man 3 | Nomination |
| Académie des films de science-fiction, fantastique et d'horreur - Prix Saturn    | Meilleur acteur dans un second rôle                                | James Franco | Nomination |
| Académie des films de science-fiction, fantastique et d'horreur - Prix Saturn    | Meilleure réalisation                                              | Sam Raimi | Nomination |
| Académie des films de science-fiction, fantastique et d'horreur - Prix Saturn    | Meilleurs effets spéciaux                                          | Scott Stokdyk, Peter Nofz, Spencer Cook et John Frazier | Nomination |
| Éditeurs de sons de films                                                        | Meilleur montage de musique dans un film                           | Cory Milano, Thomas Milano, Michael T. Ryan et Shie Rozow | Nomination |
| Éditeurs de sons de films                                                        | Meilleur montage sonore - Effets sonores et bruitages dans un film | Paul N. J. Ottosson, Joseph Bonn, Chris M. Jacobson, Jussi Tegelman, Bernard Weiser, Greg ten Bosch, Scott Curtis, Christopher Flick, Gary A. Hecker et Michael Broomberg | Nomination |
| MTV - Prix du film et de la télévision                                           | Meilleur méchant                                                   | Topher Grace | Nomination |
| MTV - Prix du film et de la télévision                                           | Meilleur combat                                                    | Tobey Maguire contre James Franco | Nomination |
| Prix Annie                                                                       | Meilleurs effets animés                                            | Ryan Laney | Nomination |
| Prix du choix des enfants                                                        | Actrice de cinéma préférée                                         | Kirsten Dunst | Nomination |
| Prix du public                                                                   | Trio préféré                                                       | Spider-Man 3 | Nomination |
| Prix du public                                                                   | Alchimie à l'écran préférée                                        | Kirsten Dunst et Tobey Maguire | Nomination |
| Prix du cinéma en ligne italien (IOMA) (Italian Online Movie Awards (IOMA))      | Meilleurs effets spéciaux                                          | Spider-Man 3 | Nomination |
| Récompenses des arts du cinéma et de la télévision de la British Academy (BAFTA) | Meilleurs effets visuels                                           | Scott Stokdyk, Peter Nofz, John Frazier et Spencer Cook | Nomination |
| Société des effets visuels                                                       | Meilleurs effets visuels dans un film axé sur les effets           | Scott Stokdyk, Terry Clotiaux, Peter Nofz et Spencer Cook | Nomination |
| Société des effets visuels                                                       | Meilleurs effets visuels dans un film axé sur les effets           | Scott Stokdyk, Terry Clotiaux, Spencer Cook et Douglas Bloom (séquence de la naissance de Sandman)                                                                        | Nomination |
| Société des effets visuels                                                       | Meilleur personnage animé dans un film en prise de vues réelles    | Chris Y. Yang, Bernd Angerer, Dominick Cecere, Remington Scott (L'Homme-sable)                                                                                            | Nomination |
| Société des effets visuels                                                       | Meilleure modèle et maquette dans un film                          | Ian Hunter, Scott Beverly, Forest P. Fischer et Ray Moore (pour la figurine et les effets de destruction de bâtiment/grue)                                                | Nomination |

## Scènes coupées et versionEditor's Cut
La production du troisième volet de Spider-Man fut marquée par des divergences artistiques entre le réalisateur Sam Raimi et le producteur Avi Arad. Arad interféra dans le montage, imposant de supprimer plusieurs scènes jugées trop violentes ou sombres par crainte de perdre le jeune public. Le personnage de Phil Wallace interprété par Adrian Lester fut complètement retiré de l'intrigue,.
En 2017, une version Editor's cut fut commercialisée, elle contient ces éléments narratifs :
- une scène où Flint Marko retrouve discrètement sa fille dans un parc de New York[34],[35] ;
- des dialogues alternatifs entre Peter Parker et Harry Osborn[36] ;
- des dialogues alternatifs entre Peter Parker et sa voisine Ursula Ditkovitch[36] ;
- la scène où Tante May rend visite à Peter est absente[37].

## Clins d'œil
- La fille de Sam Raimi fait une apparition lors du combat final. C'est l'enfant dont J. Jonah Jameson achète l'appareil photo et la pellicule[38].
- Cliff Robertson reprend ici son rôle de Benjamin Parker. Il s'agit de sa dernière apparition au cinéma, avant son décès en 2011[39].
- La double identité du Dr Curt Connors est mise en avant avec le squelette reptilien soigneusement rangé dans son bureau[40].
- Gwen Stacy, interprétée par Bryce Dallas Howard est l'un des premiers amours de Spider-Man dans les comics[41].
- Le casque de moto que porte Peter Parker au début du film est le même que celui qu'il portait dans Spider-Man 2[42].
- Les compliments d'Eddie Brock sur le nouveau costume noir sont des foreshadowings.
- Le masque du Super-Bouffon peut être aperçu dans le repère secret de Norman Osborn[43],[44].
- Dans une scène de la version Editor's Cut, l'Homme-sable prend la forme du château de Disneyland pour approcher sa fille.
- Lors de la cérémonie en l'honneur de Spider-Man, la symphonie jouée par l'orchestre est un hommage au générique de la série animée de 1967.
- Étant l'acteur fétiche de Sam Raimi, Bruce Campbell joue ici le rôle du maître d'hôtel d'un restaurant français (italien dans les versions française et québécoise). Il avait déjà fait une apparition dans les deux premiers Spider-Man, dans deux rôles différents[45],[46].
- La tenue portée par l'Homme-sable dans le film est la reproduction identique de celle qu'il arbore dans les comics.
- La mise en scène du cauchemar de Peter Parker fait écho à sa mémoire eidétique et à son travail de photographe.
- Stan Lee, le cocréateur de Spider-Man avec Steve Ditko, fait un caméo dans une scène à Times Square[47].
- Grant Curtis, l'un des producteurs du film fait un caméo en tant que garde du fourgon blindé attaqué par l'Homme-sable[48],[49].
- Harry Osborn meurt transpercé par son planneur, de la même manière que son père dans le premier opus.
- Bien qu'il soit l'antagoniste principal du film, le nom Venom n'est jamais utilisé pour qualifier le personnage[43].

## Projet deSpider-Man 4

### Intrigue du film
Une suite a longtemps été envisagée. Elle devait mettre en avant le Lézard joué par Dylan Baker. Dans une interview, le réalisateur Sam Raimi a confirmé qu'il voulait introduire le personnage de la Chatte noire sous les traits d'Anne Hathaway. John Malkovich devait interpréter le Vautour en tant qu'antagoniste secondaire et le personnage de Venom ne devait pas mourir dans le troisième opus. Par ailleurs, Raimi planifiait aussi d'inclure Kraven le chasseur et Mystério dans l'histoire. Des visuels montraient également la présence de Shocker et Rhino dans l'intrigue du film. Le Rôdeur devait également apparaître dans le film,.
En avril 2022, à la suite d'importantes rumeurs autour du film, l'acteur Bruce Campbell dément formellement avoir été choisi pour jouer Mystério, le grand illusioniste : « Si le rêve de quelqu’un devenait réalité… Non, ce n’est qu’un délire des fans (...) Quelqu’un a vu un storyboard qui me ressemblait un peu alors ils se sont enflammés (...),. »
En mai 2022, pendant la promotion de Doctor Strange in the Multiverse of Madness, Sam Raimi confirme néanmoins au magazine Rolling Stone que Bruce Campbell devait interpréter Mystério, le maitre des illusions : « C’était l’une des possibilités. Nous avions aussi d’autres choses en tête, mais c’en était une. »
Dans le livre With Great Power de Sean O'Connell, il est révélé que dans le script original, Peter Parker et Mary Jane Watson s'étaient séparés après les événements du troisième film et vivaient chacun de leur côté,.
Une des scènes d'actions du film montrant Spider-Man être violemment attaqué par le Vautour est diffusée sur Internet sous forme de storyboard.
Jeffrey Henderson, un artiste qui avait travaillé sur le storyboard du film dévoile plusieurs informations au sujet de l'antagoniste principal : « He was essentially a guy that did as a lot of ugly stuff for the government, did a lot of ugly stuff as a private contractor… I thought a clever thing to do would be to say that part of the reason they called him The Vulture was because when he was done, he didn’t leave anything but bones behind. » (« C’était essentiellement un gars qui faisait beaucoup de mauvaises choses pour le gouvernement, il faisait beaucoup de mauvaises choses en tant qu’entrepreneur privé… J'ai pensé qu'une chose futée à faire serait de dire qu'une partie de la raison pour laquelle on l'appelait le Vautour était qu'une fois qu'il avait fini, il ne laissait que des os derrière lui. »),.
Par ailleurs, Henderson confirme que le film aurait contenu plusieurs caméos de méchants iconiques de Spider-Man : « Nous allions ouvrir le film avec ce montage de tous les méchants pour lesquels nous savions que Sam ne pourrait jamais les utiliser dans les films Spider-Man… Parce que Peter, maintenant que MJ est partie, a enfin fait la paix et il adore être Spider-Man. Il s'amuse. Nous allions donc essayer de mettre Shocker, Mystério, l'Homme aux échasses et ce genre de choses,. »

### Désaccords entre le réalisateur Sam Raimi et le studio Sony
Cependant, de nombreux conflits artistiques ont eu lieu entre le studio Sony et Sam Raimi. À l'origine, Sam Raimi souhaitait avoir plus de contrôle créatif sur Spider-Man 4 et ne pouvait pas livrer un film satisfaisant tout en respectant la date de sortie imposée par le studio[réf. nécessaire].
Le réalisateur affirme pendant une interview avec le média américain Vulture : « La rupture a été amicale et peu spectaculaire : nous avions simplement une date butoir et je n'arrivais pas à avoir une histoire qui fonctionne au niveau que je souhaitais qu'elle marche. J'étais très mécontent de Spider-Man 3 et je voulais que Spider-Man 4 soit du très haut niveau, le meilleur de tous les Spider-Man. Mais je n'ai pas réussi à avoir un scénario qui se tienne à temps, et c'est de ma faute, donc j'ai dit à Sony : 'Je ne veux pas faire un film qui soit moins que bien, donc je pense que nous ne devrions pas le faire. Faites votre reboot, que vous avez déjà prévu de toute façon'. »
Le projet est ainsi annulé au profit d'un reboot intitulé The Amazing Spider-Man, sorti en 2012 et réalisé par Marc Webb.

### Retour de l'acteur Tobey Maguire dans l'Univers Cinématographique Marvel
Tobey Maguire reprend tout de même le rôle de Peter Parker/Spider-man dans le film Spider-Man: No Way Home (2021) de Jon Watts avec Tom Holland dans le rôle principal et Andrew Garfield reprenant également son rôle de Peter Parker/Spider-man, où les différents univers des films Spider-man sont regroupés au sein de l'Univers cinématographique Marvel,. On apprendra que Peter Parker et Mary Jane Watson se sont réconciliés et sont toujours en couple.

## #ReleaseTheRaimiCut
À la suite de la diffusion de nombreuses scènes coupées et de concept arts qui dévoilaient un montage différent du film plus fidèle à la vision du réalisateur Sam Raimi, le hashtag #ReleaseTheRaimiCut apparut sur les réseaux sociaux ainsi que sur la plateforme YouTube pour demander la version director's cut du film au studio Sony en référence au mouvement #ReleaseTheSnyderCut lancé par les fans de DC Comics pour demander la version du réalisateur (Zack Snyder) du film Justice League au studio Warner Bros,.